# Championnat d'Équateur de football 2018
Navigation
Édition précédente Édition suivante
La saison 2018 du championnat d'Équateur de football est la soixantième édition du championnat de première division professionnelle en Équateur. 
Le championnat est scindé en deux tournois saisonniers où les douze équipes engagées s'affrontent deux fois, à domicile et à l'extérieur. Le vainqueur de chaque tournoi participe à la finale nationale et obtient son billet pour la Copa Libertadores. Cette saison aucune équipe ne sera reléguée.
Quatre clubs de deuxième division seront promus en fin de saison afin de porter le nombre de participants pour la prochaine saison à seize équipes.

## Qualifications continentales
Le champion d’Équateur se qualifie pour la Copa Libertadores 2019, tout comme les 2e, 3e et 4e du classement cumulé. Les trois suivants de ce même classement obtiennent leur billet pour la Copa Sudamericana 2019 tout comme le vainqueur du barrage entre le 8e et le champion de deuxième division.

## Les clubs participants
| Pos | Clubs promus en Serie A                                    |
| --- | ---------------------------------------------------------- |
| 1º  | Club Deportivo Técnico Universitario (Champion de Serie B) |
| 2º  | Sociedad Deportiva Aucas (Vice-champion de Serie B)        |

| Pos | Clubs relégués en Serie B                                       |
| --- | --------------------------------------------------------------- |
| 11º | Club Deportivo Clan Juvenil (Avant-dernier du championnat 2017) |
| 12º | Fuerza Amarilla Sporting Club (Dernier du championnat 2017)     |

Liste des équipes engagées dans le championnat 2018
- Sociedad Deportiva Aucas - Promu de Serie B
- Barcelona Sporting Club
- Delfín Sporting Club
- Club Deportivo Cuenca
- Liga Deportiva Universitaria de Quito
- Club Deportivo Universidad Católica del Ecuador
- Club Deportivo El Nacional
- Club Social y Deportivo Macara
- Club Deportivo River Ecuador
- Independiente del Valle
- Club Sport Emelec
- Club Deportivo Técnico Universitario - Promu de Serie B

## Compétition
Le barème utilisé pour établir les différents classements est le suivant :
- Victoire : 3 points
- Match nul : 1 point
- Défaite : 0 point

### Première étape

#### Classement
| Rang | Équipe                     | Pts | J  | G  | N  | P  | Bp | Bc | Diff |
| ---- | -------------------------- | --- | -- | -- | -- | -- | -- | -- | ---- |
| 1    | LDU Quito                  | 46  | 22 | 14 | 4  | 4  | 32 | 18 | +14  |
| 2    | Barcelona Sporting Club    | 45  | 22 | 13 | 6  | 3  | 41 | 21 | +20  |
| 3    | CDU Católica del Ecuador   | 38  | 22 | 11 | 5  | 6  | 40 | 28 | +12  |
| 4    | Club Sport Emelec          | 37  | 22 | 11 | 4  | 7  | 34 | 27 | +7   |
| 5    | Delfín SC                  | 33  | 22 | 10 | 3  | 9  | 35 | 34 | +1   |
| 6    | Independiente del Valle    | 31  | 22 | 9  | 4  | 9  | 34 | 27 | +7   |
| 7    | Sociedad Deportiva Aucas P | 29  | 22 | 6  | 11 | 5  | 25 | 18 | +7   |
| 8    | Macará                     | 27  | 22 | 7  | 6  | 9  | 25 | 29 | -4   |
| 9    | Club Deportivo El Nacional | 23  | 22 | 6  | 5  | 11 | 24 | 35 | -11  |
| 10   | Club Deportivo Cuenca      | 22  | 22 | 5  | 7  | 10 | 21 | 33 | -12  |
| 11   | Guayaquil City Fútbol Club | 16  | 22 | 3  | 7  | 12 | 15 | 28 | -13  |
| 12   | Técnico P                  | 15  | 22 | 3  | 6  | 13 | 15 | 39 | -24  |

### Deuxième étape

#### Classement
| Rang | Équipe                     | Pts | J  | G  | N  | P  | Bp | Bc | Diff |
| ---- | -------------------------- | --- | -- | -- | -- | -- | -- | -- | ---- |
| 1    | Club Sport Emelec          | 41  | 22 | 12 | 5  | 5  | 35 | 17 | +18  |
| 2    | Macará                     | 38  | 22 | 10 | 8  | 4  | 31 | 24 | +7   |
| 3    | LDU Quito                  | 37  | 22 | 9  | 10 | 3  | 32 | 19 | +13  |
| 4    | Delfín SC                  | 36  | 22 | 9  | 9  | 4  | 34 | 22 | +12  |
| 5    | Barcelona Sporting Club    | 35  | 22 | 9  | 8  | 5  | 28 | 21 | +7   |
| 6    | Independiente del Valle    | 33  | 22 | 9  | 6  | 7  | 31 | 24 | +7   |
| 7    | Sociedad Deportiva Aucas P | 33  | 22 | 10 | 3  | 9  | 25 | 25 | 0    |
| 8    | CDU Católica del Ecuador   | 27  | 22 | 8  | 3  | 11 | 33 | 38 | -5   |
| 9    | Técnico P                  | 27  | 22 | 8  | 3  | 11 | 33 | 38 | -5   |
| 10   | Club Deportivo Cuenca      | 23  | 22 | 6  | 5  | 11 | 23 | 31 | -8   |
| 11   | Club Deportivo El Nacional | 16  | 22 | 3  | 7  | 12 | 29 | 47 | -18  |
| 12   | Guayaquil City Fútbol Club | 14  | 22 | 3  | 5  | 14 | 19 | 49 | -30  |

#### Finale pour le titre
Match aller le 12 décembre, match retour le 16 décembre 2018.
| Équipe 1 | Résultat | Équipe 2  | Aller | Retour |
| -------- | -------- | --------- | ----- | ------ |
| Emelec   | 1 - 2    | LDU Quito | 1 - 1 | 0 - 1  |

#### Barrage pré-Sudamericana
Le 8e du classement cumulé rencontre le champion de deuxième division pour attribuer le dernier billet pour la Copa Sudamericana 2019.
| Équipe 1       | Résultat | Équipe 2                 | Aller | Retour |
| -------------- | -------- | ------------------------ | ----- | ------ |
| Mushuc Runa SC | 3 - 2    | Sociedad Deportiva Aucas | 1 - 0 | 2 - 2  |

## Bilan de la saison
| Championnat d'Équateur de football 2018 |                                   |
| Champion                                | LDU Quito (11e titre)             |
| Qualifications continentales            |                                   |
| Copa Libertadores 2019                  | LDU Quito                         |
| Copa Libertadores 2019                  | Club Sport Emelec                 |
| Copa Libertadores 2019                  | Barcelona Sporting Club (2e tour) |
| Copa Libertadores 2019                  | Delfín SC (1er tour)              |
| Copa Sudamericana 2019                  | CDU Católica del Ecuador          |
| Copa Sudamericana 2019                  | Macará                            |
| Copa Sudamericana 2019                  | Independiente del Valle           |
| Copa Sudamericana 2019                  | Mushuc Runa SC                    |
| Promotions et relégations               |                                   |
| Promus en Serie A                       | Mushuc Runa SC                    |
| Promus en Serie A                       | Club Deportivo América            |
| Promus en Serie A                       | Fuerza Amarilla Sporting Club     |
| Promus en Serie A                       | Centro Deportivo Olmedo           |
| Relégués en Serie B                     | aucun                             |